# Parti des Fidji unies
Le Parti des Fidji unies (Soqosoqo Duavata ni Lewenivanua, abrégé en SDL) est un parti politique fidjien fondé en 2001 par Laisenia Qarase, et dissous par le gouvernement militaire en 2013. Il est membre de l'Union démocrate d'Asie et du Pacifique.
Jusqu'à sa dissolution, le SDL est le principal parti de droite aux Îles Fidji, et a absorbé plusieurs autres partis conservateurs. 

## Position politiques
Fondé à la suite du coup d'État de l'an 2000, le SDL a pour but de promouvoir l'amélioration de la situation socio-économique de la majorité indigène de la population. C'est donc un parti destiné à défendre les intérêts d'une communauté ethnique avant tout (la "suprématie des intérêts indigènes", dit Qarase en 2001), ce qui n'est pas une chose nouvelle aux Fidji.
C'est également un parti conservateur, qui défend l'importance du Christianisme, ainsi que la hiérarchie socio-politique traditionnelle au sein de la communauté indigène. Qarase a, en outre, exprimé son opposition à toute légalisation des actes homosexuels.
Bien que certains membres du SDL aient proféré des propos ouvertement racistes à l'encontre de la communauté indo-fidjienne, Qarase a toujours nié être raciste, et le parti comprend une petite minorité d'Indo-Fidjiens.
En 2012, dans le cadre de la préparation d'une nouvelle Constitution pour le pays, le parti demande :
- que le christianisme soit déclaré religion d'État ;
- que le pays soit renommé « République chrétienne des îles Fidji » ;
- que seuls les autochtones aient le droit de se considérer « Fidjiens » ;
- que le droit à la double nationalité soit abrogé ;
- que les homosexuels ne bénéficient plus d'une protection constitutionnelle contre la discrimination.

## Histoire électorale
Aux élections législatives de 2001, le SDL présente des candidats dans toutes les circonscriptions, sauf 12 des 19 circonscriptions réservées aux électeurs indo-fidjiens. Il obtient 26 % des voix, terminant derrière le Parti travailliste fidjien, mais grâce au jeu d'alliances le SDL parvient à former une coalition qui contrôle 32 des 71 sièges de la Chambre des Représentants. Il peut donc former un gouvernement, avec Laisenia Qarase comme premier ministre.
Aux élections de 2006, le SDL présente des candidats dans l'ensemble des 71 circonscriptions, et se réjouit d'avoir pu trouver des candidats indo-fidjiens. Jale Baba, l'un des dirigeants du parti, explique que le SDL n'est pas exclusivement réservé aux indigènes: "Nous défendons les intérêts de tout le monde. Nous sommes fortement pro-fidjien [c'est-à-dire pro-indigène], mais pas exclusivement. Les personnes issues d'autre communautés peuvent devenir membres du parti."
Trois mois avant l'élection, l'Alliance Conservatrice (Conservative Alliance), dominée par des nationalistes indigènes, se dissout et intègre le SDL.
L'élection a lieu en mai. Le SDL obtient 44 % des suffrages, dont 81 % des suffrages indigènes et 2 % des suffrages indo-fidjiens. L'ensemble des 23 sièges réservés aux indigènes revient au SDL, qui remporte au total 36 des 71 sièges à la Chambre des Représentants.

## Controverse et coup d'État
Très vite, les tensions montent entre le premier ministre Qarase et le chef des armées, le commodore Frank Bainimarama. Ce dernier somme Qarase de mettre fin à deux axes particulièrement controversés de sa politique:
- la « discrimination positive » qui vise à améliorer l'insertion socio-économique des indigènes, mais néglige la misère des fermiers indo-fidjiens les plus pauvres, et, aux yeux de Bainimarama, avive les tensions inter-ethniques
- un projet de loi qui aurait facilité l'obtention d'un pardon et d'une amnistie pour les complices de George Speight, l'auteur nationaliste indigène du coup d'État de 2000.

Qarase se dit prêt à discuter du projet de loi d'amnistie, mais annonce qu'il ne reculera pas en ce qui concerne la « discrimination positive ». Le coup d'État a lieu le 5 décembre 2006.
Lors de son discours prononcé au moment du coup d'État, Bainimarama accuse Qarase d'avoir « divisé la nation » en accentuant les clivages inter-ethniques. Le commodore prend la tête d'un "gouvernement de transition" en janvier 2007. Ce gouvernement inclut des membres du Parti travailliste, mais aucun membre du SDL. Le Parlement, dominé par le SDL, est dissous, de même que le Grand Conseil des Chefs, qui soutient le SDL: le parti est écarté du pouvoir.
En août 2012, Qarase est condamné par la Haute Cour à un an de prison pour actes de corruption commis alors qu'il était au pouvoir. 

## Dissolution et refondation
Pour le parti après 2013, voir : Parti libéral social-démocrate.
En janvier 2013, le régime militaire impose de nouvelles règles pour la reconnaissance de partis politiques ; notamment, chaque parti doit avoir au moins 5 000 membres. Parmi les dix-sept partis existants, seuls trois (le Parti travailliste, le SDL et le Parti de la fédération nationale) sont en mesure de se soumettre aux nouvelles règles. Tous les partis sont dissous par le gouvernement en février : quatorze de manière définitive, et ces trois là de manière temporaire en attendant l'examen de leur candidature à une reconnaissance officielle. Les règles imposant à chaque parti d'avoir un nom en anglais, le SDL propose de se renommer 'Parti libéral social-démocrate' (Social Democratic Liberal Party), afin de conserver son acronyme ; cette proposition est rejetée par le gouvernement, qui modifie son décret afin d'interdire la conservation de l'acronyme. Le SDL est finalement refondé sous l'acronyme « Sodelpa ». 
Le SDL, sous la direction de Ratu Jone Kubuabola puisque Qarase est en prison, forme avec le Parti travailliste et le PFN un Front uni pour des Fidji démocratiques, en opposition au régime militaire, à partir de janvier.